# Phạm Văn Đồng

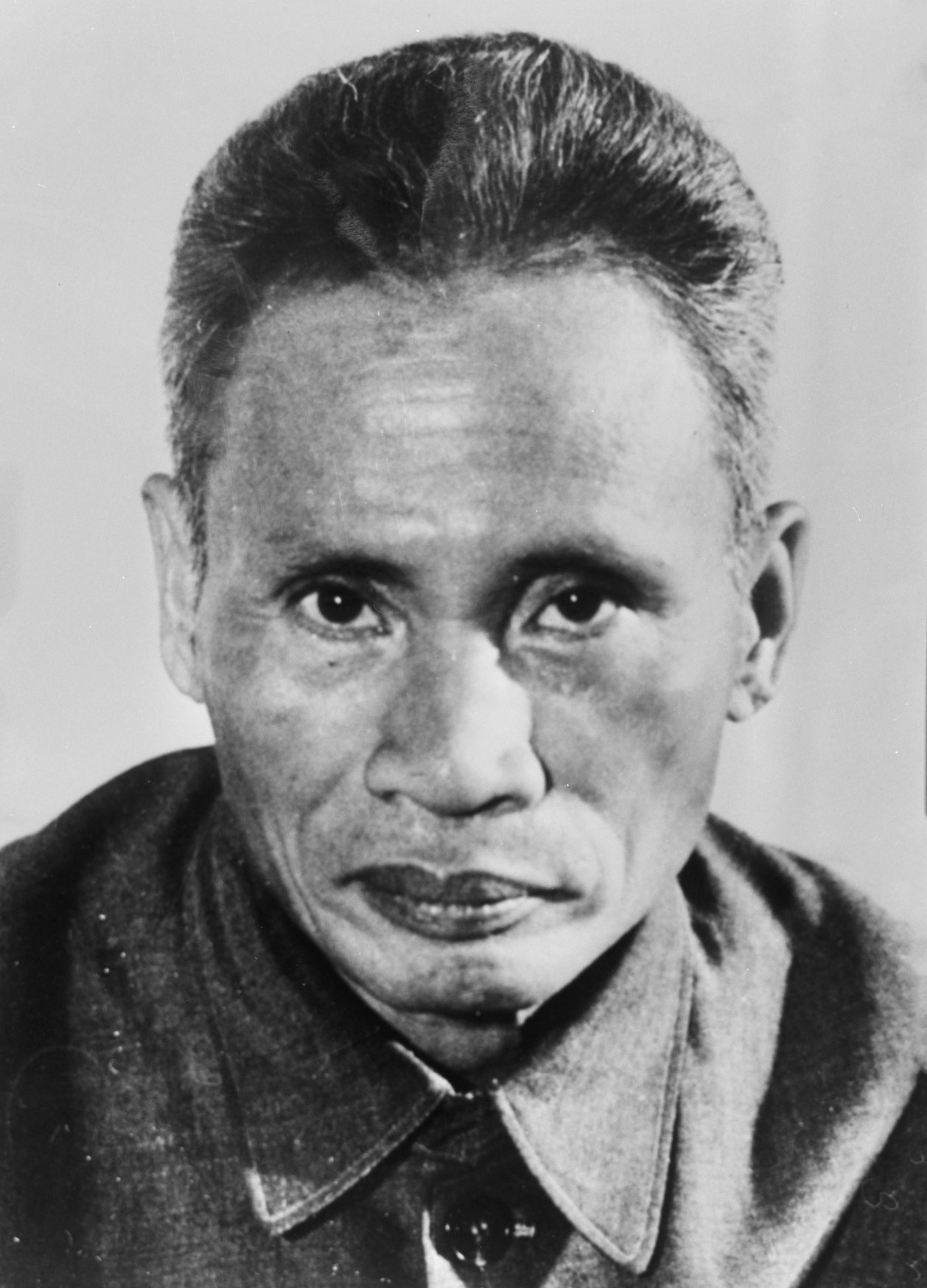
Phạm Văn Đồng, 1972

Phạm Văn Đồng (Aussprache [fam va ̯ɨn doŋ]; * 1. März 1906 in Đức Tân; † 29. April 2000 in Hanoi) war ein vietnamesischer Freiheitskämpfer und Politiker. Er war von 1955 bis 1976 Premierminister von Nordvietnam und von 1976 bis 1987 Premierminister des wiedervereinigten Vietnam.

## Leben
1925 schloss sich Phạm Văn Đồng als Student der revolutionären vietnamesischen Jugendbewegung von Hồ Chí Minh an, aus der später die Kommunistische Partei Vietnams hervorging. 1929–1936 war er in der Gefängnisinsel Poulo Condor in französischer Haft. 1941 beteiligte er sich an der Gründung der Việt Minh.
Nach der Revolution im August 1945 wurde er zunächst Finanzminister. 1946 beteiligte er sich an der Konferenz von Fontainebleau. Später wurde er Vizepremier und Außenminister von Nordvietnam, 1955 schließlich Premierminister. Im Mai 1954 leitete er die Delegation der Việt Minh auf der Genfer Indochinakonferenz. Während des Vietnamkrieges nahm er an Friedensverhandlungen mit den Regierungen der US-Präsidenten Lyndon B. Johnson und Richard Nixon teil. Nach seinem Rücktritt aus Altersgründen 1987 rief er mehrfach Partei und Regierung zum Kampf gegen die grassierende Korruption auf.